# Arnar Grétarsson
Arnar Grétarsson, né le 20 février 1972 à Reykjavik en Islande, est un footballeur international islandais actif de 1988 à 2009 au poste de milieu de terrain reconverti entraîneur. Il est le jeune frère de Sigurður Grétarsson.
Il compte 71 sélections pour 2 buts en équipe nationale entre 1991 et 2004. 

## Biographie

### Équipe nationale
Arnar Grétarsson est convoqué pour la première fois par le sélectionneur national Bo Johansson pour un match amical face à la Turquie le 17 juillet 1991 (victoire 5-1). Lors de sa cinquième sélection, le 8 avril 1992, il marque son premier but en équipe d'Islande lors d'un match amical face à Israël (2-2).
Il a eu sa dernière sélection, contre Malte le 9 octobre 2004, où l'Islande a fait match nul de 0 à 0. Il entre à la 78e minute à la place de Brynjar Gunnarsson.
Il compte 71 sélections et 2 buts avec l'équipe d'Islande entre 1991 et 2004.

### Carrière de directeur sportif et d'entraîneur

#### AEK Athènes
En avril 2010, il est nommé directeur sportif de l'AEK Athènes. Il démissionne en raison de la réorganisation du club durant l'été 2012.

#### FC Bruges
Il est officiellement nommé le 2 janvier 2013 directeur sportif du FC Bruges.
À l'été 2014, estimant son rôle "trop limité", il décide de quitter le club belge.

#### Breiðablik
Il rebondit dans son pays natal, étant nommé entraîneur de Breiðablik pour la saison 2015. Il espère redresser un club qu'il connaît bien pour y avoir passé une bonne partie de sa carrière de joueur.

#### KSV Roulers
Le 31 juillet 2019, il est nommé entraîneur du KSV Roulers, en D1B, pour une saison.
Le 27 novembre 2019, il est démis de ses fonctions pour manque de résultats (7e et avant-dernier de D1B).

## Palmarès

### En club
- Avec l'Breiðablik Kopavogur :
  - Champion d'Islande de D2 en 1993
  - Vainqueur de la Coupe d'Islande en 2009
- Avec l'AEK Athènes :
  - Vainqueur de la Coupe de Grèce en 2000

## Statistiques

### Statistiques en club
| Saison                | Club                  | Championnat           | Championnat | Championnat | Coupe(s) nationale(s) | Coupe(s) nationale(s) | Compétition(s) continentale(s) | Compétition(s) continentale(s) | Compétition(s) continentale(s) | Islande | Islande | Total | Total |
| Saison                | Club                  | Division              | M.          | B.          | M.                    | B.                    | Comp.                          | M.                             | B.                             | M.      | B.      | M.    | B.    |
| 1988                  | Breiðablik            | 2. deild              | 10          | 1           | -                     | -                     | -                              | -                              | -                              | -       | -       | 10    | 1     |
| 1989                  | Breiðablik            | 2. deild              | 16          | 3           | -                     | -                     | -                              | -                              | -                              | -       | -       | 16    | 3     |
| 1989 - 1990           | Rangers               | Premier League        | 0           | 0           | -                     | -                     | -                              | -                              | -                              | -       | -       | 0     | 0     |
| 1990                  | Breiðablik            | 2. deild              | 15          | 1           | -                     | -                     | -                              | -                              | -                              | -       | -       | 15    | 1     |
| 1991                  | Breiðablik            | 1. deild              | 17          | 5           | -                     | -                     | -                              | -                              | -                              | 7       | 1       | 24    | 6     |
| 1992                  | Breiðablik            | 1. deild              | 17          | 2           | -                     | -                     | -                              | -                              | -                              | 7       | 0       | 24    | 2     |
| 1993                  | Breiðablik            | 2. deild              | 15          | 6           | -                     | -                     | -                              | -                              | -                              | 5       | 0       | 20    | 6     |
| 1994                  | Breiðablik            | 1. deild              | 17          | 3           | -                     | -                     | -                              | -                              | -                              | 5       | 0       | 22    | 3     |
| 1995                  | Breiðablik            | 1. deild              | 16          | 0           | -                     | -                     | -                              | -                              | -                              | 9       | 1       | 25    | 1     |
| 1996                  | Breiðablik            | 1. deild              | 16          | 4           | -                     | -                     | -                              | -                              | -                              | 2       | 0       | 18    | 4     |
| 1996 - 1997           | Rangers               | Premier League        | 0           | 0           | -                     | -                     | -                              | -                              | -                              | -       | -       | 0     | 0     |
| 1997                  | Leiftur               | Úrvalsdeild           | 6           | 0           | -                     | -                     | -                              | -                              | -                              | 3       | 0       | 9     | 0     |
| 1997 - 1998           | AEK Athènes           | Alpha Ethniki         | 27          | 1           | -                     | -                     | C2                             | 6                              | 0                              | 5       | 0       | 38    | 1     |
| 1998 - 1999           | AEK Athènes           | Alpha Ethniki         | 26          | 0           | -                     | -                     | C3                             | 2                              | 0                              | 1       | 0       | 29    | 0     |
| 1999 - 2000           | AEK Athènes           | Alpha Ethniki         | 14          | 0           | -                     | -                     | C3                             | 3                              | 0                              | -       | -       | 17    | 0     |
| 2000 - 2001           | Lokeren               | Pro League            | 33          | 3           | -                     | -                     | -                              | -                              | -                              | 9       | 0       | 42    | 3     |
| 2001 - 2002           | Lokeren               | Pro League            | 31          | 5           | -                     | -                     | -                              | -                              | -                              | 4       | 0       | 35    | 5     |
| 2002 - 2003           | Lokeren               | Pro League            | 31          | 18          | -                     | -                     | -                              | -                              | -                              | 4       | 0       | 35    | 18    |
| 2003 - 2004           | Lokeren               | Pro League            | 20          | 5           | -                     | -                     | C3                             | 3                              | 0                              | 6       | 0       | 29    | 5     |
| 2004 - 2005           | Lokeren               | Pro League            | 33          | 5           | -                     | -                     | -                              | -                              | -                              | 4       | 0       | 37    | 5     |
| 2005 - 2006           | Lokeren               | Pro League            | 9           | 1           | -                     | -                     | CI                             | 4                              | 2                              | -       | -       | 13    | 3     |
| 2006                  | Breiðablik            | Úrvalsdeild           | 8           | 1           | -                     | -                     | -                              | -                              | -                              | -       | -       | 8     | 1     |
| 2007                  | Breiðablik            | Úrvalsdeild           | 17          | 0           | -                     | -                     | -                              | -                              | -                              | -       | -       | 17    | 0     |
| 2008                  | Breiðablik            | Úrvalsdeild           | 20          | 3           | -                     | -                     | -                              | -                              | -                              | -       | -       | 20    | 3     |
| 2009                  | Breiðablik            | Úrvalsdeild           | 15          | 1           | 1                     | 0                     | -                              | -                              | -                              | -       | -       | 16    | 1     |
| Total sur la carrière | Total sur la carrière | Total sur la carrière | 429         | 68          | 1                     | 0                     | -                              | 18                             | 2                              | 71      | 2       | 519   | 72    |

### Buts en sélection
Le tableau suivant liste tous les buts inscrits par Arnar Grétarsson avec l'équipe d'Islande.